# Ham and Eggs

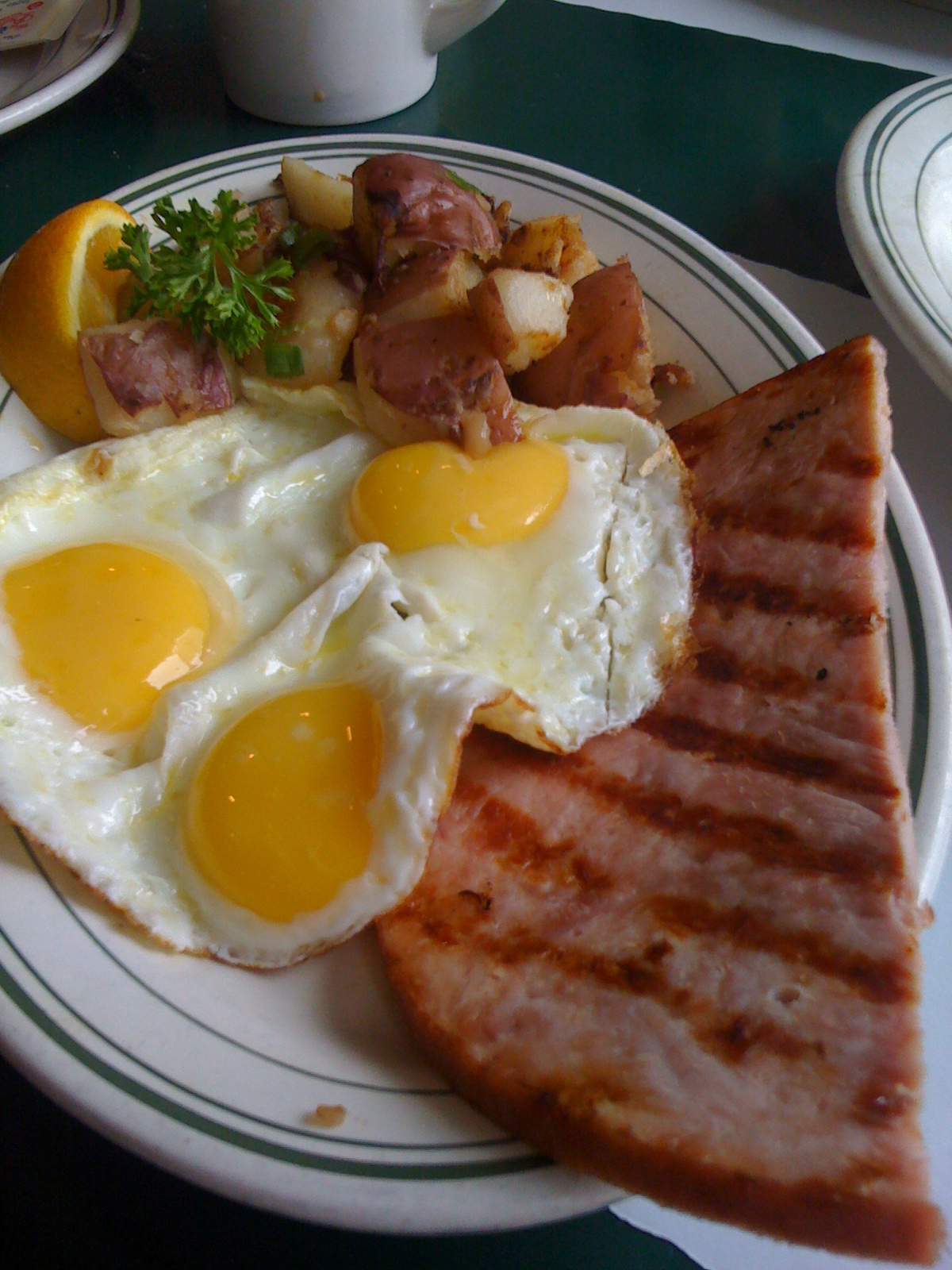
Ham and Eggs

Ham and Eggs (Englisch für Schinken und Eier) ist ein Gericht, das überwiegend in englischsprachigen Regionen bekannt und Teil des American Breakfast ist. Für die Zubereitung werden Kochschinkenscheiben und Eier benötigt. Der Schinken wird in einer Pfanne angebraten und Eier als Spiegelei darüber gegeben. Es ist auch möglich, die Eier roh auf den angebratenen Schinken zu geben und das Gericht im Ofen zu vollenden. Serviert werden Ham and Eggs üblicherweise mit Toastbrot. Eine Variante ist Bacon and Eggs, hier wird statt Schinken Frühstücksspeck verwendet.

## Trivia
Edward Bernays, der Vater der Public Relations, wurde in den 1920er Jahren von einem Schinkenfabrikanten, dessen Absatzzahlen rückläufig waren, engagiert, um den Verkauf anzukurbeln. Edward Bernays führte daraufhin eine Umfrage unter Ärzten durch mit dem Ergebnis, dass diese ein deftiges Frühstück bevorzugen. Die Ergebnisse dieser Umfrage sandte er dann an ca. 5000 Ärzte mit dem Hinweis, dass Schinken bzw. Speck und Eier ein deftiges Frühstück darstellen.